# Ендрюс Рокс
Ендрюс Рокс — це невелика група скель на 1 км на схід від мису Парядін, Південна Джорджія. Скелі позбавлені рослинності та затоплені бурхливим морем. Назву «Острови Ендрюса», ймовірно, дав лейтенант-командувач Королівського флоту Дж. М. Чаплін з корабля RRS Discovery під час його дослідження території в 1926 році. Дослідження Південної Джорджії, 1955–56, повідомило, що «скелі» є більш підходящим описом. 